# Nyálkástönkű pókhálósgomba
A nyálkástönkű pókhálósgomba (Cortinarius trivialis) a pókhálósgombafélék családjába tartozó, Európában és Észak-Amerikában honos, lomberdőben élő, nem ehető gombafaj. 

## Megjelenése
A nyálkástönkű pókhálósgomba kalapja 3-10 cm széles, alakja fiatalon domború vagy harangszerű; később laposan kiterül, de közepén megmarad egy tompa púp. Felülete sima, vastagon nyálkás. Színe olívsárgás, barnásokker, vörösbarna, a széle világosabb.
Húsa fehéres, a tönk tetején kékes, alsó részében idősebben barnás. Íze és szaga nem jellegzetes. A lemezeket fiatalon pókhálószerű fátyol (vélum) védi. 
Sűrű lemezei tönkhöz nőttek. Színük fiatalon ibolyásak vagy halvány agyagszínűek, idősen okker- vagy rozsdabarnásak leszek; élük világosabb.
Tönkje 5-12 cm magas és 1-2 cm vastag. Alakja hengeres vagy kissé a tövénél vékonyodó. Színe sárgásokkeres, vörösbarnás. Felülete nyálkás, a vélumzóna alatt kígyóbőrszerűen díszített vagy többszörösen öves.
Spórapora rozsdabarna. Spórája mandula vagy közel ellipszis-forma, felülete közepesen vagy kissé rücskös, mérete 10-15 x 5-8 µm.

### Hasonló fajok
A fehértönkű pókhálósgomba, a barna nyálkásgomba vagy a vöröses nyálkásgomba hasonlít hozzá.

## Elterjedése és termőhelye
Európában és Észak-Amerikában honos. Magyarországon gyakori. 
Lomb- és vegyeserdőben található meg, elsősorban bükk és tölgy alatt. Áprilistól novemberig terem. 

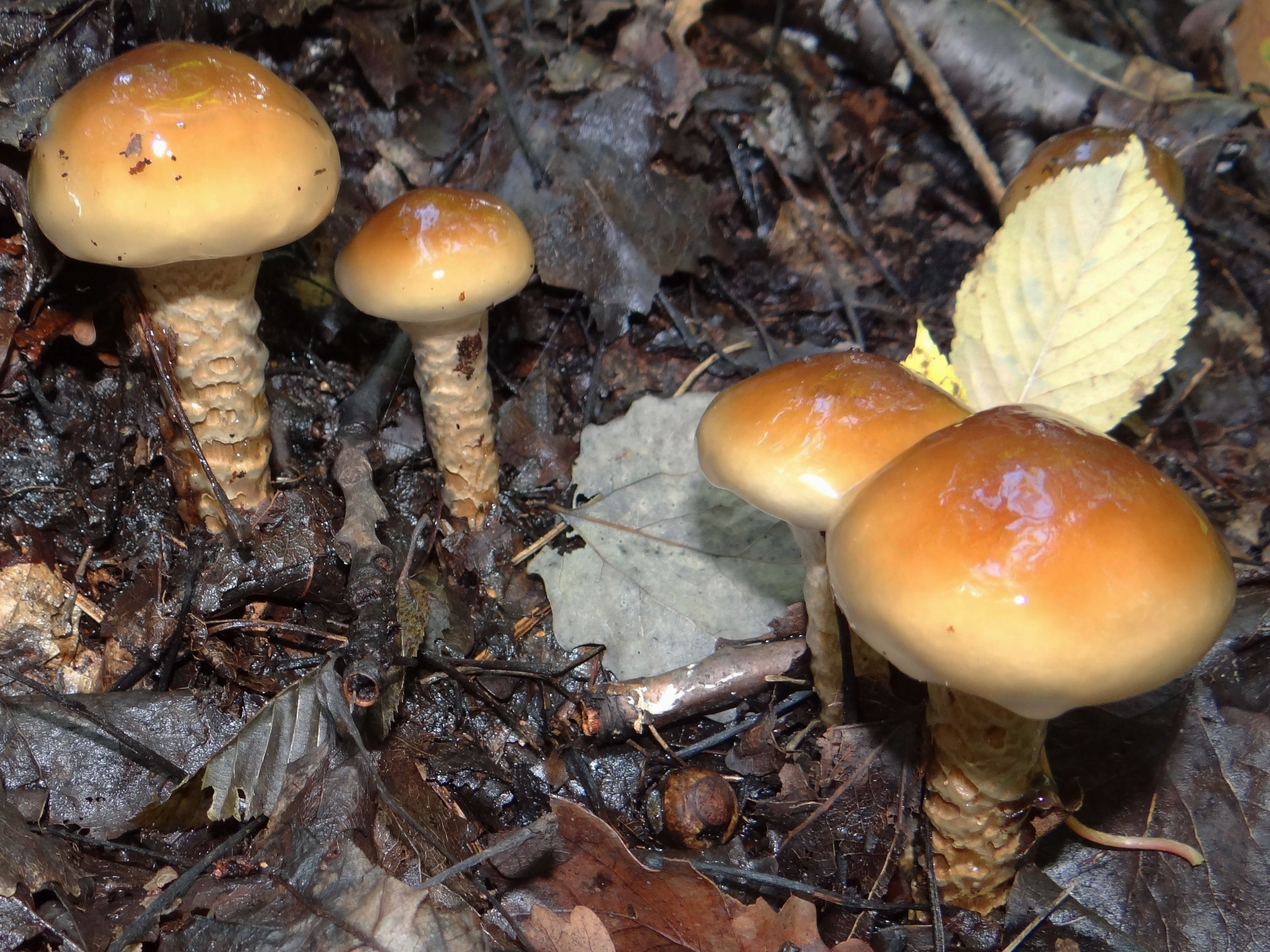
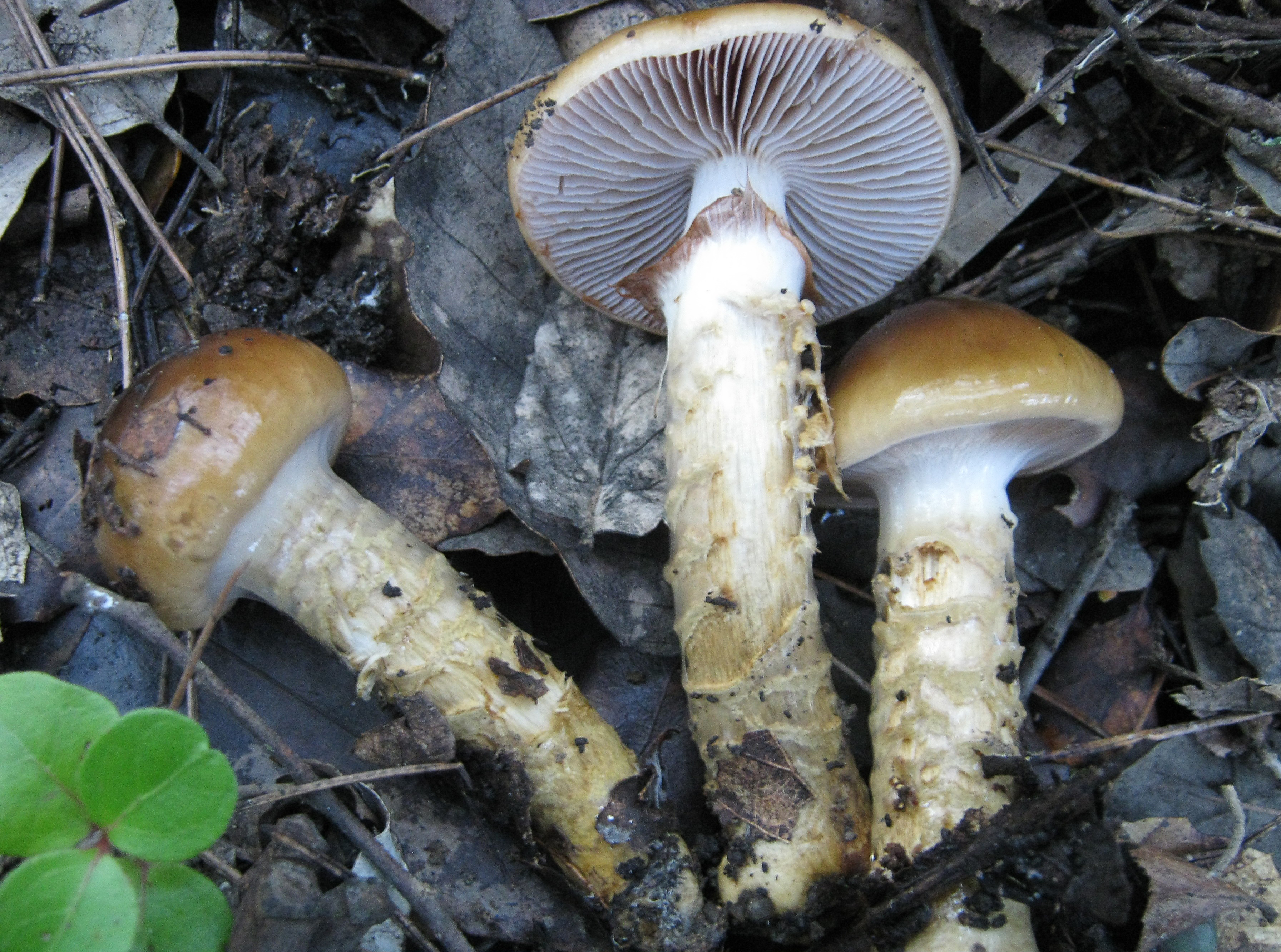
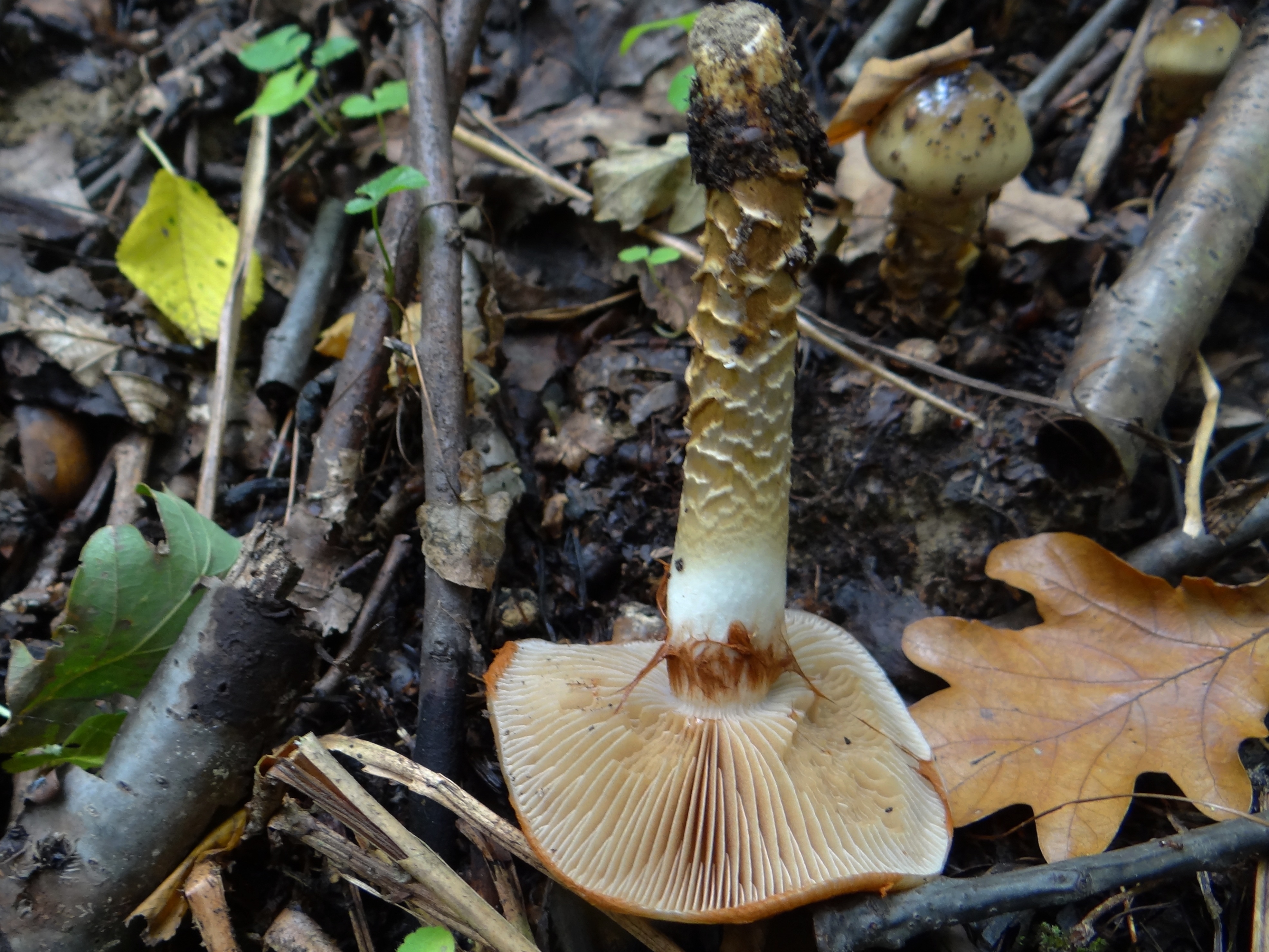
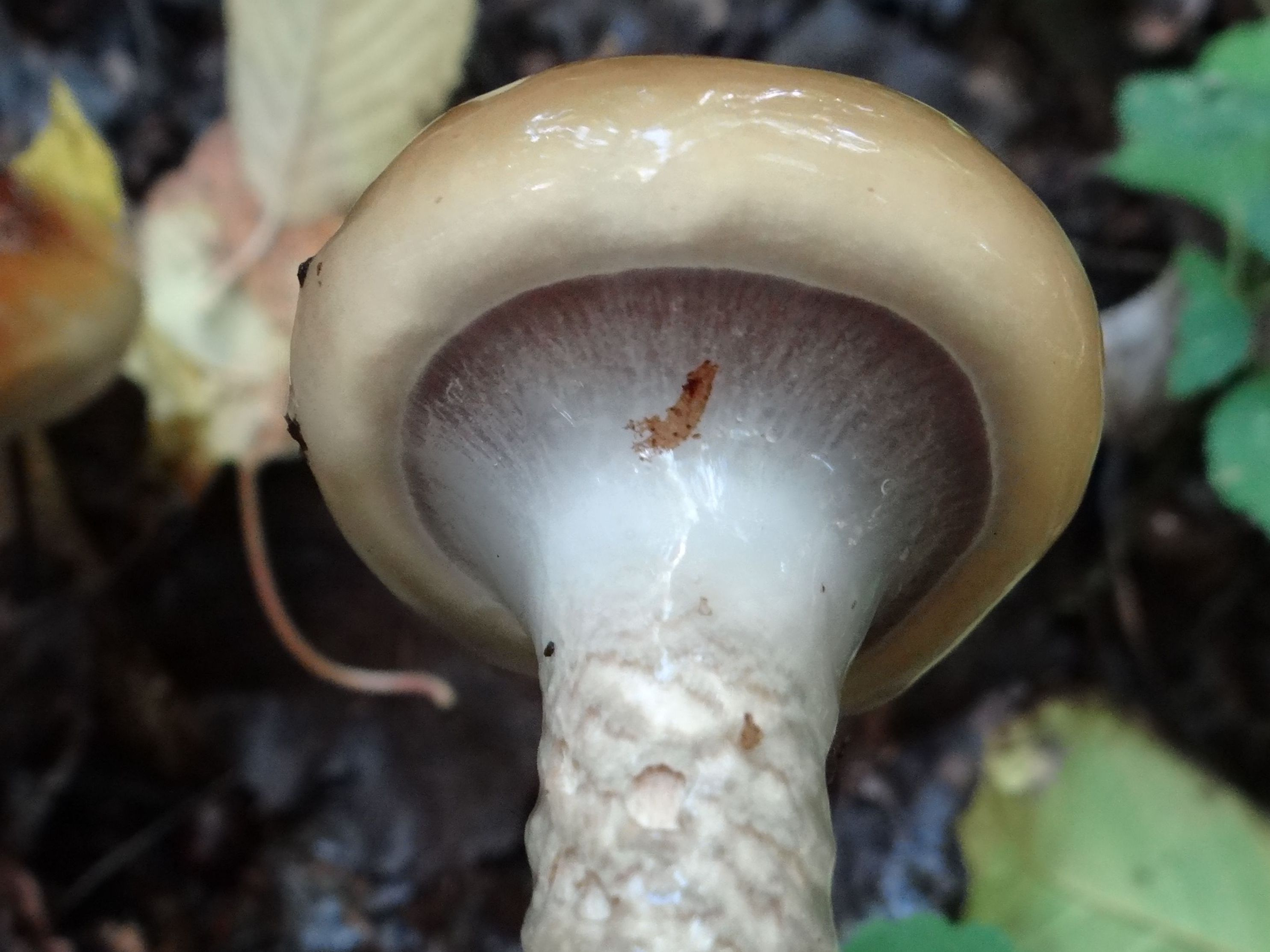

Nem ehető. 